# Pertti Kurikan Nimipäivät
Pertti Kurikan Nimipäivät er et finsk punkband, der repræsenterede Finland ved Eurovision Song Contest 2015 med nummeret "Aina mun pitää".

## Karriere
Pertti Kurikan Nimipäivät er dannet i 2009 på et kursuscenter for personer med psykiske handicap. Bandmedlemmerne har således alle forskellige psykiske handicap, bl.a. har to af dem Downs syndrom. Gruppen pladedebuterede i 2010 og har siden opbygget et publikum i flere europæiske lande. I 2012 udkom en dokumentarfilm om gruppen, The Punk Syndrome.
Den 28. februar 2015 vandt gruppen Uuden Musikiin Kilpailu, den finske forhåndsudvælgelse til Eurovision Song Contest 2015 med nummeret "Aina mun pitää" og dermed retten til at repræsentere Finland med dette nummer i Wien. De har dermed sat rekorden i Eurovision Song Contest's Historie for den korteste sang nogensinde men Europa var ikke begejstret for deres sang efter at bandet fik en sidsteplads i den første semifinale med 13. point og dermed kvalificerede de sig ikke til finalen.

## Diskografi

### Album
| Letkukytkentöjä                                                                | - Released: 14 October 2016 - Label: Hikinauhat - Format: Digital download, CD, LP, Cassette |  |
| "—" denotes an album that did not chart or was not released in that territory. |                                                                                              |  |

### Opsamlingsalbum
| Kuus kuppia kahvia ja yks kokis                                                | - Released: 7 December 2012 - Label: Airiston Punk-levyt - Format: Digital download, CD, LP | 17 |
| Sikakovapaketti                                                                | - Released: 2012 - Label: N/A - Format: Box set with DVD, CD and cassette                   | —  |
| Coffee Not Tea                                                                 | - Released: 2013 - Label: Constant Flux - Format: Cassette                                  | —  |
| The Best of Greatest Hits                                                      | - Released: 8 May 2015 - Label: Epic Records - Format: Digital download, CD, LP             | 4  |
| "—" denotes an album that did not chart or was not released in that territory. |                                                                                             |    |

### EP'er
| Titel                             | Detaljer |
| --------------------------------- | --- |
| Ei yhteiskunta yhtä miestä kaipaa | - Released: October 2010 - Label: Airiston Punk-Levyt, Red Lounge Records - Format: 7" EP - Split with Kakka-hätä 77 |
| Päättäjä on pettäjä               | - Released: June 2011 - Label: Headbands - Format: Cassette                                                          |
| Osaa eläimetkin pieree            | - Released: November 2011 - Label: Mauski Records, Punk & Pillu - Format: 7" EP                                      |
| Asuntolaelämää                    | - Released: October 2012 - Label: Airiston Punk-levyt - Format: 7" EP                                                |
| Jarmo                             | - Released: 20 November 2013 - Label: Airiston Punk-Levyt, Punk & Pillu - Format: 7" EP                              |
| Mies haisee / Joe Weider          | - Released: February 2015 - Label: Mauski Records, Punk & Pillu - Format: 7" EP - Split with Karanteeni              |
| Oma rauha                         | - Released: March 2015 - Label: Airiston punk-levyt, Mutant - Format: 7" EP                                          |
| 12" split                         | - Released: March 2015 - Label: Blast of Silence Records - Format: 12" EP - Split with M.O.T.O.                      |

### Singler
| Titel                                        | År   | Album             |
| -------------------------------------------- | ---- | ----------------- |
| "Mongoloidi"                                 | 2014 | Non-album singles |
| "Me ollaan runkkareita" split with Hard Skin | 2014 | Non-album singles |
| "Aina mun pitää"                             | 2015 | Non-album singles |
| "Pertti käyttää kondomia"                    | 2015 | Non-album singles |
| "Kännissä kotiin, aamulla töihin"            | 2016 | Letkukytkentöjä   |